# Saison 2013-2014 de l'Olympique de Marseille
Maillots
Chronologie
Saison précédente Saison suivante
La saison 2013-2014 de l'Olympique de Marseille est la quatre-vingt-deuxième de l'histoire du club sous l'ère du professionnalisme. Elle débute alors que l'OM n'a remporté aucun trophée lors de la saison 2012-2013 mais s'est qualifié pour la Ligue des champions. Élie Baup est remplacé par José Anigo par intérim à la tête de l'équipe. Le club est par ailleurs engagé dans trois autres compétitions qui sont la Ligue 1, la Coupe de France et la Coupe de la Ligue.

## Préparation d'avant-saison
Les Olympiens effectuent leur stage de préparation à Crans-Montana. Le groupe olympien retenu est le suivant :
- Gardiens : Bracigliano, Fabri, Samba
- Défenseurs : Abdallah, Abergel, Diawara, Fanni, Mango, Lucas Mendes, Morel, Aloé, Andonian
- Milieux : Abdullah, Amalfitano, A. Ayew, Cheyrou, Azouni, N’Doumbou, Ephestion, Araai, Santiago, Bangoura
- Attaquants : Gignac, J. Ayew, Anani

### Transferts
Lors du mercato estival 2013-2014, l'OM recrute Saber Khalifa (Évian). Ensuite il engage Benjamin Mendy (Le Havre), Mario Lemina (Lorient), Giannelli Imbula (Guingamp), Florian Thauvin et Dimitri Payet (Lille). Côté départ, le défenseur droit Kassim Abdallah part à l'ETG et le milieu de terrain Raffidine Abdullah à Lorient.
Lors du mercato hivernal, l'OM recrute Brice Dja Djédjé en échange de Kassim Abdallah à Évian.

## Systèmes de jeu
| \| Mandanda Fanni L. Mendes Nkoulou Morel Romao Imbula Payet Valbuena A. Ayew Gignac Entr. : Baup \| Première composition d'équipe · (4-2-3-1) |
| Mandanda Fanni L. Mendes Nkoulou Morel Romao Imbula Payet Valbuena A. Ayew Gignac Entr. : Baup                                                 |

| Mandanda Fanni L. Mendes Nkoulou Morel Romao Imbula Payet Valbuena A. Ayew Gignac Entr. : Baup |

| \| Mandanda Dja Djédjé Diawara Nkoulou Morel Romao Cheyrou Thauvin Payet A. Ayew Gignac Entr. : Anigo \| Deuxième composition d'équipe · (4-2-3-1) |
| Mandanda Dja Djédjé Diawara Nkoulou Morel Romao Cheyrou Thauvin Payet A. Ayew Gignac Entr. : Anigo                                                 |

| Mandanda Dja Djédjé Diawara Nkoulou Morel Romao Cheyrou Thauvin Payet A. Ayew Gignac Entr. : Anigo |

## Compétitions

### Championnat
La Ligue 1 2013-2014 est la soixante-quinzième édition du Championnat de France de football et la douzième sous l'appellation « Ligue 1 ». La division oppose vingt clubs en une série de trente-huit rencontres. Les meilleurs de ce championnat se qualifient pour les coupes d'Europe que sont la Ligue des champions (le podium) et la Ligue Europa (le quatrième et les vainqueurs des coupes nationales). L'OM participe à cette compétition pour la soixante-quatrième fois de son histoire.
Les relégués de la saison précédente, l'AS Nancy-Lorraine, l'ESTAC Troyes et le Stade brestois 29, sont remplacés par l'AS Monaco, champion de Ligue 2 en 2012-2013 après deux ans d'absence, l'EA Guingamp, 10 ans après sa dernière participation au plus haut niveau national, et le FC Nantes, relégué en Ligue 2 lors de la saison 2006-2007.
| Date                   | Journée | Adversaire             | Lieu | Score | Buteurs de l'OM                          | Class. | Ecart de pts avec le leader / 2e | Public |
| ---------------------- | ------- | ---------------------- | ---- | ----- | ---------------------------------------- | ------ | -------------------------------- | ------ |
| Dimanche 11 août       | 1       | Guingamp               | Ext. | 1-3   | Gignac 2e, Payet 4e 16e                  | 3e     | - 0                              | 18 155 |
| Samedi 17 août         | 2       | Évian Thonon Gaillard  | Dom. | 2-0   | Gignac 16e, Payet 67e                    | 3e     | - 0                              | 42 524 |
| Samedi 24 août         | 3       | Valenciennes FC        | Ext. | 0-1   | Gignac 88e                               | 1er    | + 2                              | 19 007 |
| Dimanche 1er septembre | 4       | AS Monaco              | Dom. | 1-2   | L. Mendes 43e                            | 2e     | - 1                              | 44 995 |
| Samedi 14 septembre    | 5       | Toulouse FC            | Ext. | 1-1   | L. Mendes 84e                            | 4e     | - 3                              | 20 111 |
| Samedi 19 septembre    | 6       | SC Bastia              | Ext. | 0-0   | -                                        | 4e     | - 3                              | 14 989 |
| Mardi 24 septembre     | 7       | AS Saint-Etienne       | Dom. | 2-1   | Mendy 22e, Imbula 26e                    | 3e     | - 3                              | 36 073 |
| Samedi 28 septembre    | 8       | FC Lorient             | Ext. | 0-2   | Valbuena 58e, A. Ayew 90+1e              | 3e     | - 1                              | 15 340 |
| Dimanche 6 octobre     | 9       | Paris Saint-Germain    | Dom. | 1-2   | A. Ayew 34e (pen.)                       | 4e     | - 4                              | 44 391 |
| Vendredi 18 octobre    | 10      | OGC Nice               | Ext. | 1-0   | -                                        | 5e     | - 7                              | 31 634 |
| Samedi 26 octobre      | 11      | Stade de Reims         | Dom. | 2-3   | Thauvin 56e, Gignac 86e                  | 6e     | - 8                              | 40 532 |
| Samedi 2 novembre      | 12      | Stade rennais          | Ext. | 1-1   | J. Ayew 16e                              | 5e     | - 10                             | 26 785 |
| Dimanche 10 novembre   | 13      | FC Sochaux-Montbéliard | Dom. | 2-1   | Thauvin 5e, Gignac 83e (pen.)            | 5e     | - 10                             | 37 583 |
| Vendredi 22 novembre   | 14      | AC Ajaccio             | Ext. | 1-3   | Payet 27e, Gignac 39e, Thauvin 58e       | 4e     | - 10                             | 6 846  |
| Vendredi 29 novembre   | 15      | Montpellier HSC        | Dom. | 2-0   | Thauvin 36e, Khalifa 90+3e               | 4e     | - 10                             | 35 045 |
| Mardi 3 décembre       | 16      | LOSC Lille             | Ext. | 1-0   | -                                        | 4e     | - 10                             | 46 089 |
| Vendredi 6 décembre    | 17      | FC Nantes              | Dom. | 0-1   | -                                        | 5e     | - 13                             | 36 622 |
| Dimanche 15 décembre   | 18      | Olympique lyonnais     | Ext. | 2-2   | Gignac 45+1e, Thauvin 79e                | 6e     | - 15                             | 34 218 |
| Dimanche 22 décembre   | 19      | Girondins de Bordeaux  | Dom. | 2-2   | Romao 73e, Gignac 74e                    | 6e     | - 15                             | 38 720 |
| Dimanche 12 janvier    | 20      | Évian Thonon Gaillard  | Ext. | 1-2   | Cheyrou 22e, Gignac 38e                  | 5e     | - 15                             | 14 746 |
| Dimanche 26 janvier    | 22      | AS Monaco              | Ext. | 2-0   | -                                        | 5e     | - 19                             | 11 284 |
| Mercredi 29 janvier    | 21      | Valenciennes FC        | Dom. | 2-1   | Gignac 31e, Thauvin 63e                  | 5e     | - 16                             | 35 741 |
| Dimanche 2 février     | 23      | Toulouse FC            | Dom. | 2-2   | Payet 7e, Valbuena 40e                   | 5e     | - 18                             | 34 626 |
| Samedi 8 février       | 24      | SC Bastia              | Dom. | 3-0   | Payet 13e 25e, Gignac 55e                | 5e     | - 16                             | 36 240 |
| Dimanche 16 février    | 25      | AS Saint-Etienne       | Ext. | 1-1   | Nkoulou 64e                              | 5e     | - 18                             | 32 024 |
| Samedi 22 février      | 26      | FC Lorient             | Dom. | 1-0   | Gignac 82e                               | 5e     | - 18                             | 38 104 |
| Dimanche 2 mars        | 27      | Paris Saint-Germain    | Ext. | 2-0   | -                                        | 5e     | - 21                             | 45 483 |
| Vendredi 7 mars        | 28      | OGC Nice               | Dom. | 0-1   | -                                        | 6e     | - 24                             | 36 083 |
| Vendredi 14 mars       | 29      | Reims                  | Ext. | 1-1   | Gignac 80e                               | 6e     | - 26                             | 20 513 |
| Samedi 22 mars         | 30      | Stade rennais FC       | Dom. | 0-1   | -                                        | 6e     | - 29                             | 36 883 |
| Samedi 29 mars         | 31      | FC Sochaux-Montbéliard | Ext. | 1-1   | Nkoulou 90e                              | 6e     | - 31                             | 16 328 |
| Vendredi 4 avril       | 32      | AC Ajaccio             | Dom. | 3-1   | A. Ayew 4e 60e 76e                       | 6e     | - 31                             | 34 992 |
| Vendredi 11 avril      | 33      | Montpellier HSC        | Ext. | 2-3   | Valbuena 42e, Gignac 58e, Payet 89e      | 6e     | - 28                             | 19 757 |
| Dimanche 20 avril      | 34      | Lille OSC              | Dom. | 0-0   | -                                        | 6e     | - 30                             | 39 545 |
| Vendredi 25 avril      | 35      | FC Nantes              | Ext. | 1-1   | Thauvin 30e                              | 6e     | - 30                             | 35 959 |
| Dimanche 4 mai         | 36      | Olympique lyonnais     | Dom. | 4-2   | Diawara 14e, Thauvin 26e, Gignac 48e 56e | 6e     | - 27                             | 37 842 |
| Samedi 10 mai          | 37      | Girondins de Bordeaux  | Ext. | 1-1   | Cheyrou 31e                              | 6e     | - 29                             | 31 555 |
| Samedi 17 mai          | 38      | EA Guingamp            | Dom. | 1-0   | A. Ayew 51e                              | 6e     | - 29                             | 35 959 |

### Coupe de France de football 2013-2014
| Date                | Tour           | Adversaire          | Lieu | Score    | Buteurs de l'OM                         | Public |
| ------------------- | -------------- | ------------------- | ---- | -------- | --------------------------------------- | ------ |
| Dimanche 5 janvier  | 1/32 de finale | Stade de Reims (L1) | Dom. | 2-0 (ap) | Gignac 94e 115e                         | 5 000  |
| Mercredi 22 janvier | 1/16 de finale | OGC Nice (L1)       | Dom. | 4-5      | Gignac 3e 58e, Thauvin 24e, Diawara 89e | 8 240  |

### Coupe de la Ligue de football 2013-2014
| Date                | Tour          | Adversaire              | Lieu | Score | Buteurs de l'OM              | Public |
| ------------------- | ------------- | ----------------------- | ---- | ----- | ---------------------------- | ------ |
| Mardi 29 octobre    | 1/8 de finale | Toulouse FC (L1)        | Dom. | 2-1   | Mendy 13e, Gignac 29e (pen.) | 35 621 |
| Mercredi 15 janvier | 1/4 de finale | Olympique lyonnais (L1) | Ext. | 1-2   | Gignac 89e (pen.)            | 27 338 |

### Ligue des champions de L'UEFA 2013-2014
La Ligue des champions 2013-2014 est la cinquante-neuvième édition de la Ligue des champions, la plus prestigieuse des compétitions européennes inter-clubs. Elle est divisée en deux phases, une phase de groupes, qui consiste en huit mini-championnats de quatre équipes par groupe, les deux premiers poursuivant la compétition et le troisième étant repêché en seizièmes de finale de la Ligue Europa. Puis une phase finale, décomposée en huitièmes de finale, quarts de finale, demi-finales et une finale qui se joue sur terrain neutre. En cas d'égalité, lors de la phase finale, la règle des buts marqués à l'extérieur s'applique puis le match retour est augmenté d'une prolongation et d'une séance de tirs au but s'il le faut. Les équipes sont qualifiées en fonction de leurs bons résultats en championnat lors de la saison précédente et le tenant du titre est le Bayern Munich, vainqueur du Borussia Dortmund deux buts à un au Wembley Stadium de Londres.

#### Parcours en Ligue des champions
Placé dans le deuxième chapeau, l'OM hérite d'un groupe composé d'Arsenal, quatrième de Premier League en 2012-2013, du Borussia Dortmund, vice-champion de Bundesliga lors de l'exercice précédent, et du SSC Naples, vice-champion de la dernière saison de Série A.
| Rang | Équipe                 | Pts | J | G | N | P | Bp | Bc | Diff |  | Résultats (▼ dom., ► ext.) | Drapeau de l'Allemagne | Drapeau de l'Angleterre | Drapeau de l'Italie | Drapeau de la France |
| ---- | ---------------------- | --- | - | - | - | - | -- | -- | ---- |  | -------------------------- | ---------------------- | ----------------------- | ------------------- | -------------------- |
| 1    | Borussia Dortmund      | 12  | 6 | 4 | 0 | 2 | 11 | 6  | +5   |  | Borussia Dortmund          |                        | 0-1                     | 3-1                 | 3-0                  |
| 2    | Arsenal                | 12  | 6 | 4 | 0 | 2 | 8  | 5  | +3   |  | Arsenal                    | 1-2                    |                         | 2-0                 | 2-0                  |
| 3    | SSC Naples             | 12  | 6 | 4 | 0 | 2 | 10 | 9  | +1   |  | SSC Naples                 | 2-1                    | 2-0                     |                     | 3-2                  |
| 4    | Olympique de Marseille | 0   | 6 | 0 | 0 | 6 | 5  | 14 | -9   |  | Olympique de Marseille     | 1-2                    | 1-2                     | 1-2                 |                      |

| Date         | Tour      | Adversaire        | Lieu | Score | Buteurs de l'OM          | Class. | Public |
| ------------ | --------- | ----------------- | ---- | ----- | ------------------------ | ------ | ------ |
| 18 septembre | Journée 1 | Arsenal FC        | 1-2  | Dom.  | J. Ayew 90+3e            | 4e     | 38 380 |
| 1er octobre  | Journée 2 | Borussia Dortmund | 3-0  | Ext.  | -                        | 4e     | 65 829 |
| 22 octobre   | Journée 3 | SSC Naples        | 1-2  | Dom.  | A. Ayew 86e              | 4e     | 39 790 |
| 6 novembre   | Journée 4 | SSC Naples        | 3-2  | Ext.  | A. Ayew 10e, Thauvin 64e | 4e     | 39 148 |
| 26 novembre  | Journée 5 | Arsenal FC        | 2-0  | Ext.  | -                        | 4e     | 59 912 |
| 11 décembre  | Journée 6 | Borussia Dortmund | 1-2  | Dom.  | Diawara 14e              | 4e     | 36 655 |

## Aspects juridiques et économiques

### Aspects juridiques

#### Organigramme
Le tableau ci-dessous présente l'organigramme de l'Olympique de Marseille pour la saison 2013-2014.
| Fonction                   | Nom                  |
| -------------------------- | -------------------- |
| Président du directoire    | Vincent Labrune      |
| Directeur sportif          | José Anigo           |
| Directeur général          | Philippe Pérez       |
| Directeur général adjoint  | Luc Laboz            |
| Responsable du recrutement | Jean-Philippe Durand |
| Coordinateur sportif       | Louis Vassallucci    |
| Secrétaire général         | Cédric Dufoix        |

| Fonction                                      | Nom                  |
| --------------------------------------------- | -------------------- |
| Directeur de la sécurité                      | Guy Cazadamont       |
| Responsable pôles presse, relations publiques | Élodie Malatrait     |
| Président de l'association OM                 | Jean-Pierre Foucault |
| Vice-président de l'association OM            | Robert Nazarétian    |

## Statistiques

### Statistiques européennes de l'année
Coefficient UEFA de l'Olympique Marseille :
| -     | aou    | sep    | oct    | nov    | dec    | jan    | fev    | mar    | avr    | mai    | jui    |
| coef. | 68,900 | 69,033 | 69,133 | 69,466 | 69,633 | 69,866 | 69,866 | 70,033 | 70,300 | 70,300 | 70,300 |
| place | 16e    | 16e    | 16e    | 16e    | 17e    | 22e    | 22e    | 22e    | 24e    | 25e    | 25e    |

Date de mise à jour : le 17 mai 2014.

### Statistiques collectives

#### En Ligue 1
- Meilleur classement : 1er (J3)
- Pire classement : 6e (J11 / J18-19 / J28 à 38)
- Plus grand écart de points avec le 2e : + 2 (J3)
- Plus grand écart de points avec le leader : - 31 (J31-32)
- Plus grande série de victoires : 3 (J1 à 3 / J13 à 15)
- Plus grande série de matchs nuls : 2 (J5-6 / J18-19 / J34-35)
- Plus grande série de défaites : 3 (J9 à 11)
- Plus grande série de matchs sans défaite : 8 (J31 à 38)
- Plus grande série de matchs sans victoire : 5 (J27 à 31)
- Plus large victoire : 3-0 (contre Bastia [J24])
- Plus large défaite : 2-0 (contre Monaco [J22] / contre Paris SG [J27])
- Plus grande série de matchs en marquant au moins un but : 5 (J1 à J5 / J11 à 15 / J21 + J23 à 26)
- Plus grande série de matchs sans marquer : 2 (J16-17 / J27-28)
- But le plus rapidement marqué par l'OM :   2e (par André-Pierre Gignac contre Guingamp [J1])
- But le plus rapidement encaissé :   9e (par Nélson Oliveira pour Rennes [J12])
- But le plus tardivement marqué par l'OM :   90+3e (par Saber Khalifa contre Montpellier [J15])
- But le plus tardivement encaissé :   90+2e (par Nolan Roux pour Lille [J16]) /   90+2e (par Brandao pour Saint-Etienne [J25])
- Joueur de l'OM ayant marqué un doublé : Dimitri Payet (contre Guingamp [J1] et Bastia [J24]), André-Pierre Gignac (contre Lyon [J36])
- Joueur adverse ayant marqué un doublé : aucun
- Joueur de l'OM ayant marqué un triplé : André Ayew (contre Ajaccio [J32])
- Joueur adverse ayant marqué un triplé : aucun
- Rencontre avec le plus de buts marqués par l'OM : 4 (victoire 4-2 contre Lyon [J36])
- Rencontre avec le plus de buts encaissés : 3 (défaite 2-3 contre Reims [J11])
- Rencontre la plus prolifique en buts : 6 (victoire 4-2 contre Lyon [J36])
- Rencontre la moins prolifique : 0 (contre Bastia [J6] et Lille [J34])

#### Toutes compétitions confondues
- Plus large victoire :  3-0 (contre Bastia [L1 J24])
- Plus large défaite : 3-0 (contre Dortmund [LDC J2])
- But le plus rapidement marqué par l'OM :   2e (par André-Pierre Gignac contre Guingamp [L1 J1])
- But le plus rapidement encaissé :   1re (par Jack Wilshere pour Arsenal [LDC J5])
- But le plus tardivement marqué par l'OM :   115e (par André-Pierre Gignac contre Reims [CDF 1/32e])
- But le plus tardivement encaissé :   90+2e (par Nolan Roux pour Lille [L1 J16]) /   90+2e (par Brandao pour Saint-Etienne [L1 J25])
- Joueur de l'OM ayant marqué un doublé : Dimitri Payet (contre Guingamp [L1 J1] et Bastia [L1 J24]), André-Pierre Gignac (contre Lyon [L1 J36], Reims [CDF 1/32e] et Nice [CDF 1/16e])
- Joueur adverse ayant marqué un doublé : Robert Lewandowski (pour Dortmund [LDC J2]), Gonzalo Higuain (pour Naples [LDC J4]), Jack Wilshere (pour Arsenal [LDC J5])
- Joueur de l'OM ayant marqué un triplé : André Ayew (contre Ajaccio [L1 J32])
- Joueur adverse ayant marqué un triplé : aucun
- Rencontre avec le plus de buts marqués par l'OM : 4 (victoire 4-2 contre Lyon [L1 J36] / défaite 4-5 contre Nice [CDF 1/16e])
- Rencontre avec le plus de buts encaissés : 5 (défaite 4-5 contre Nice [CDF 1/16e])
- Rencontre la plus prolifique en buts : 9 (défaite 4-5 contre Nice [CDF 1/16e])
- Rencontre la moins prolifique : 0 (contre Bastia [L1 J6] et Lille [L1 J34])

### Statistiques individuelles

#### Statistiques buteurs

##### En Ligue 1
| Classement (club) | Classement (Ligue 1) | Joueur              | Poste     | Nombre de penaltys | Nombre total de buts | Un but toutes les ... |
| ----------------- | -------------------- | ------------------- | --------- | ------------------ | -------------------- | --------------------- |
| 1er               | 2e                   | André-Pierre Gignac | Attaquant | 1                  | 16                   | 170 min (1er)         |
| 2e                | 25e                  | Dimitri Payet       | Attaquant | 0                  | 8                    | 312 min (3e)          |
| 3e                | 26e                  | Florian Thauvin     | Attaquant | 0                  | 8                    | 260 min (2er)         |
| 4e                | 48e                  | André Ayew          | Attaquant | 1                  | 6                    | 353 min               |
| 5e                | 88e                  | Mathieu Valbuena    | Milieu    | 0                  | 3                    | 840 min               |
| 6e                | 132e                 | Lucas Mendes        | Défenseur | 0                  | 2                    | 946 min               |
| 7e                | 156e                 | Benoît Cheyrou      | Milieu    | 0                  | 2                    | 891 min               |
| 8e                | 160e                 | Nicolas NKoulou     | Défenseur | 0                  | 2                    | 1665 min              |
| 9e                | 175e                 | Brice Dja Djédjé    | Défenseur | 0                  | 1                    | 1935 min              |
| 10e               | 182e                 | Benjamin Mendy      | Défenseur | 0                  | 1                    | 1734 min              |
| 11e               | 193e                 | Saber Khalifa       | Attaquant | 0                  | 1                    | 815 min               |
| 12e               | 235e                 | Giannelli Imbula    | Milieu    | 0                  | 1                    | 1300 min              |
| 13e               | 243e                 | Souleymane Diawara  | Défenseur | 0                  | 1                    | 1704 min              |
| 14e               | 252e                 | Alaixys Romao       | Milieu    | 0                  | 1                    | 3213 min              |

#### Statistiques passeurs

##### En Ligue 1
| Classement (club) | Classement (Ligue 1) | Joueur              | Poste     | Passes décisives sur coup de pied arrêté | Nombre total de passes décisives | Une passe décisive toutes les ... |
| ----------------- | -------------------- | ------------------- | --------- | ---------------------------------------- | -------------------------------- | --------------------------------- |
| 1er               | 11e                  | Mathieu Valbuena    | Milieu    | 2                                        | 6                                | 420 min                           |
| 2e                | 39e                  | Dimitri Payet       | Attaquant | 2                                        | 4                                | 625 min                           |
| 3e                | 49e                  | Florian Thauvin     | Attaquant | 0                                        | 3                                | 693 min                           |
| 4e                | 57e                  | André-Pierre Gignac | Attaquant | 0                                        | 3                                | 908 min                           |
| 5e                | 67e                  | Brice Dja Djédjé    | Défenseur | 1                                        | 3                                | 645 min                           |
| 6e                | 88e                  | Benjamin Mendy      | Défenseur | 0                                        | 2                                | 867 min                           |
| 7e                | 92e                  | André Ayew          | Attaquant | 0                                        | 2                                | 1060 min                          |
| 8e                | 142e                 | Saber Khalifa       | Attaquant | 0                                        | 1                                | 815 min                           |
| 9e                | 168e                 | Jérémy Morel        | Défenseur | 0                                        | 1                                | 1657 min                          |
| 10e               | 176e                 | Rod Fanni           | Défenseur | 0                                        | 1                                | 1843 min                          |
| 11e               | 178e                 | Lucas Mendes        | Défenseur | 0                                        | 1                                | 1892 min                          |

## Aspects juridiques et économiques
- Le 1er juillet 2013, l'Olympique de Marseille annonce que Bwin devient le nouveau partenaire de l'OM.
- Le 30 août 2013, la compagnie aérienne Turkish Airlines devient le transporteur officiel du club.
- Le 4 octobre 2013, Intersport et l'OM annoncent avoir prolongé leur contrat jusqu’à la saison 2014-2015, le sponsor annonce aussi qu'il fera un investissement de sept millions d'euros.